# Scleria clarkei
Scleria clarkei är en halvgräsart som beskrevs av Carl Lindman. Scleria clarkei ingår i släktet Scleria och familjen halvgräs. Inga underarter finns listade i Catalogue of Life.